# Afroestricus eminentis
Afroestricus eminentis är en tvåvingeart som beskrevs av Scarbrough 2005. Afroestricus eminentis ingår i släktet Afroestricus och familjen rovflugor. Inga underarter finns listade i Catalogue of Life.